# Syłgudyszki
Syłgudyszki (lit. Saldutiškis) – miasteczko na Litwie, na Auksztocie, położone w okręgu uciańskim, w rejonie uciańskim, ok. 90 km na północny wschód od Wilna i 20 km na południowy wschód od Uciany. Siedziba gminy Syłgudyszki, 389 mieszkańców (2001).

## Historia
Początki miejscowości sięgają XVIII w. i związane są z dworem należącym do rodziny Jałowieckich. Ostatnim właścicielem dworu i majątku był urodzony tutaj polski ziemianin, agronom, dyplomata Mieczysław Jałowiecki. 
W latach 1916–1918 siedziba powiatu (Kreisamt Saldugischki). W roku 1944 miejscowość, dwór i kościół spłonęły. W połowie XIX w. Syłgudyszki zamieszkiwało 25 osób, obecnie miejscowość liczy 389  mieszkańców (2001). W latach 1950–1959 Syłgudyszki należały do okręgu święciańskiego, a obecnie należą do okręgu uciańskiego.
Od 2002 roku miejscowość posiada własny herb nadany dekretem Prezydenta Republiki Litewskiej.

## Zabytki i atrakcje turystyczne
- Na południe od miejscowości znajdował się drewniany budynek stacji kolei wąskotorowej linii Święciany - Poniewież, w stylu zakopiańskim, zbudowany w 1899 r. wg projektu Stanisława Witkiewicza przez zakopiańskich[2] cieślów.
- Na wzgórzu, niedaleko rynku, stoi popadający w ruinę dziewiętnastowieczny zespół dworski - dawna siedziba rodu Jałowieckich, których groby znajdują się na cmentarzu na południowym krańcu miejscowości.
- W miasteczku kościół pod wezwaniem Św. Franciszka z Asyżu z roku 1928, odbudowany po pożarze.